# 三好市西祖谷運動公園
三好市西祖谷運動公園（みよししにしいやうんどうこうえん）は、徳島県三好市西祖谷山村東西岡にある公園である。

## 概要
- 近代的な木造上屋付き多目的広場があり、雨天時にでもゲートボールや各種イベントができる。
- 東南海・南海地震時の活動拠点として内閣府より指定されている。

## 公園内にある施設
- 木造上屋付き多目的広場

## 交通
- JR土讃線大歩危駅から村営バスで西岡小学校前下車徒歩1分。